# Желобенко, Дмитрий Петрович
Дмитрий Петрович Желобенко (14.12.1934 — 06.11.2006) — российский математик (вещественный, комплексный и функциональный анализ), доктор физико-математических наук, профессор, заслуженный деятель науки РФ (1998).
Родился 14 декабря 1934 года в Ульяновской области в семье агронома. В 1938 г. переехал с родителями в Ростовскую область, где отец стал работать на Северо-Донецкой госселекстанции.
После войны семья переехала в Нахичевань, там Дмитрий окончил школу и поступил на физический факультет Бакинского университета. Потом перевёлся на физический факультет Московского государственного университета, который окончил в 1958 году. Был принят в аспирантуру Математического института им. Стеклова и в 1962 году защитил кандидатскую диссертацию «Гармонический анализ функций на группе Лоренца и некоторые вопросы теории линейных представлений».
С 1961 года вёл научную и преподавательскую деятельность в Университете Дружбы Народов им. П.Лумумбы на кафедре дифференциальных уравнений и функционального анализа, с 1976 г. профессор, в 1968—1970 зав. кафедрой.
Читал лекции по функциональному анализу, спектральной теории операторов, теории банаховых алгебр, теории представлений, математической логике, избранным вопросам современного естествознания.
Начиная с середины 1960-х гг. принимал участие в семинаре Марка Ароновича Наймарка в институте Стеклова по теории представлений групп Ли, который вскоре стал известен как семинар Наймарка-Желобенко-Штерна. Впоследствии совместно с А. И. Штерном вёл научный семинар по гармоническому анализу в МГУ им. М. В. Ломоносова.
В 1971 г. защитил докторскую диссертацию:
- Гармонический анализ функций на полупростой комплексной группе Ли и его приложения к теории линейных представлений : диссертация … доктора физико-математических наук : 01.00.00. — Москва, 1971. — 274 с.

Сочинения:
- Представления редуктивных алгебр Ли / Д. П. Желобенко. — М. : Наука : Изд. фирма «Физ.-мат. лит.», 1994. — 350 с.; 20 см; ISBN 5-02-014249-2
- Лекции по теории групп Ли. 2145 [Текст]. — Дубна : [б. и.], 1965. — 344 с. : черт.; 21 см.
- Гармонический анализ на полупростых комплексных группах Ли [Текст]. — Москва : Наука, 1974. — 240 с.; 20 см. — (Современные проблемы математики).
- Представления групп Ли [Текст] / Д. П. Желобенко, А. И. Штерн. — Москва : Наука, 1983. — 360 с.; 22 см. — (СМБ. Справ. мат. б-ка).;
- Введение в теорию представлений / Д. П. Желобенко. — М. : Факториал Пресс, 2001. — 135, [1] с.; 22 см; ISBN 5-88688-053-4
- Компактные группы Ли и их представления [Текст] / Д. П. Желобенко. — Москва : Наука, 1970. — 664 с. : ил.; 21 см.
- Компактные группы Ли и их представления / Д. П. Желобенко. — Изд. 2-е, доп. — Москва : МЦНМО, 2007. — 552 с.; 22 см. — (Классические направления в математике).; ISBN 978-5-94057-302-9
- Основные структуры и методы теории представлений [Текст] / Д. П. Желобенко. — Москва : Изд-во МЦНМО, 2004. — 488 с.; 25 см; ISBN 5-94057-115-8
- Гауссовы алгебры [Текст] / Д. П. Желобенко. — Москва : Изд-во МЦНМО, 2012. — 243 с.; 22 см; ISBN 978-5-94057-937-3
- «Гармонический анализ на редуктивных группах Ли», Итоги науки и техн. Сер. Мат. анал., 17 (1979), 207—269
- «Описание квазипростых неприводимых представлений групп U(n,1), Spin(n,1)», Изв. АН СССР. Сер. матем., 41:1 (1977), 34-53
- «Операторы дискретной симметрии для редуктивных групп Ли», Изв. АН СССР. Сер. матем., 40:5 (1976), 1055—1083
- «Представления полупростых комплексных групп Ли», Итоги науки и техн. Сер. Мат. анал., 11 (1973), 51-90
- «Классификация экстремально неприводимых и нормально неприводимых представлений полупростой комплексной связной группы Ли», Изв. АН СССР. Сер. матем., 35:3 (1971), 573—599
- Д. П. Желобенко, М. А. Наймарк, «Описание вполне неприводимых представлений полупростой комплексной группы Ли», Изв. АН СССР. Сер. матем., 34:1 (1970), 57-82
- «О гармоническом анализе функций на полупростых группах Ли. II», Изв. АН СССР. Сер. матем., 33:6 (1969), 1255—1295
- «О гармоническом анализе функций на полупростых группах Ли. I», Изв. АН СССР. Сер. матем., 27:6 (1963), 1343—1394
- «К теории линейных представлений комплексных и вещественных групп Ли», Тр. ММО, 12 (1963), 53-98
- «Классические группы. Спектральный анализ конечномерных представлений», УМН, 17:1(103) (1962), 27-120.

Заслуженный деятель науки РФ (1998).